# Чугунівка
Чугуні́вка —  село в Україні, у Вільхуватській сільській громаді Куп'янського району Харківської області. Населення становить 169 осіб. До 2020 орган місцевого самоврядування — Міловська сільська рада.

## Географія
Село Чугунівка знаходиться на правому березі річки Козинка на кордоні з Росією, в балці Чугунівський Яр, по якій протікає пересихаючий струмок, нижче за течією примикає село Мілове, на протилежному березі село Бутирки (Росія). Через село проходить автомобільна дорога Т 2104.
Відстань до Великого Бурлука становить 31,5 км і проходить автошляхом місцевого значення та Т 2104. У селі діє пункт контролю через державний кордон з Росією Чугунівка—Веригівка.

## Історія
1799 — дата заснування.
12 червня 2020 року, відповідно до розпорядження Кабінету Міністрів України  № 725-р «Про визначення адміністративних центрів та затвердження територій територіальних громад Харківської області», увійшло до складу Вільхуватської сільської громади.
19 липня 2020 року, в результаті адміністративно - територіальної реформи та ліквідації Великобурлуцького району, село увійшло до складу Куп'янського району Харківської області.
24 жовтня 2022 року окупанти намагались атакувати населений пункт.
25 грудня 2022 року російський агресор завдав мінометних та артилерійських обстрілів в районі населеного пункту.

## Економіка
- В селі є молочно-товарна, свино-товарна і птахо-товарна ферми.

## Об'єкти соціальної сфери
- Школа.
- Фельдшерсько-акушерський пункт.